# 16. inženirska brigada (ZDA)
16. inženirska brigada (izvirno angleško 16th Engineer Brigade) je bila inženirska brigada Kopenske vojske Združenih držav Amerike.

## Odlikovanja
- Predsedniška omemba enote
- Predsedniška omemba enote